# Nosodendron prudeki
Nosodendron prudeki är en skalbaggsart som beskrevs av Jiri Háva 2000. Nosodendron prudeki ingår i släktet Nosodendron och familjen almsavbaggar. Inga underarter finns listade i Catalogue of Life.